# Слобожанское (Чугуевский район)
Слобожа́нское (укр. Слобожанське; до 2016 года — Комсомо́льское) — город в Чугуевском районе Харьковской области Украины.
Административный центр Слобожанской городской общины, в который, кроме того, входят посёлки Благодатное и Донец.

## Географическое положение
Город Слобожанское находится на берегу озера Лиман, примыкает к селу Лиман, на расстоянии в 2 км расположен посёлок Донец. На берегу озера большой дачный массив.

## История
В 1956 году началось строительство Змиёвской-Комсомольской ГРЭС, одновременно с которой строился жилой посёлок, получивший название Комсомольский (так как строительство ГРЭС являлось ударной комсомольской стройкой). Некоторое время строители жили в ближних селах: Лимане, Андреевке, Новой Егоровке.
Первую улицу посёлка — улицу Дружбы — построили в 1957 году. Вторую улицу, выросшую в том же году у озера Лиман, назвали Оздоровительной. В 1958 году на железной дороге была построена станция Змиевская-Комсомольская ГРЭС. 31 декабря 1960 года на Змиёвской ГРЭС был введён в эксплуатацию первый энергоблок мощностью 200 МВт.
В 1966 году численность населения составляла 10,3 тыс. человек, здесь действовали Змиевская ГРЭС, две средние школы, Дворец культуры, библиотека, детские ясли, больница на 350 коек, комбинат бытового обслуживания, телеателье, стадион и две спортивные площадки. С 1960 года посёлок был газифицирован.
В 1972 году численность населения составляла 11,8 тыс. человек, здесь действовали Змиёвская ГРЭС, завод строительных деталей, завод монтажных заготовок, молокозавод, хлебозавод и овощеводческий совхоз.
В январе 1989 года численность населения составляла 15 871 человек.
В мае 1995 года Кабинет министров Украины утвердил решение о приватизации находившихся здесь АТП треста «Югзападэнергострой»), экспериментально-механического завода и опытного электромонтажного завода, в июле 1995 года было утверждено решение о приватизации овощеводческого совхоза.
В 2002 году директор находившейся в посёлке Змиевской овощной фабрики незаконно бесплатно передал основные производственные фонды предприятия в уставные фонды фиктивных фирм, которые фактически не вели хозяйственной деятельности. В июне 2004 года началось рассмотрение дела о банкротстве фабрики и в августе 2004 года она была признана банкротом.
На 1 января 2013 года численность населения составляла 14 776 человек.
В ходе декоммунизации в феврале 2016 года пгт. Комсомольское был переименован в пгт. Слобожанское.

## Экономика
- Змиёвская ТЭС.
- Большое тепличное хозяйство.
- Лиманский сельскохозяйственный рыбхоз.
- Змиевский экспериментально-механический завод, ОАО — введен в эксплуатацию в 1975 году.
- Змиевской опытный электромонтажный завод, ОАО — введен в эксплуатацию в 1972 году.
- Завод «Элокс».

## Транспорт
Остановочный пункт Слобожанское на линии Харьков — Красный Лиман Южной железной дороги.
Через посёлок проходит автомобильная дорога Т-2105.

## Объекты социальной сферы
- учреждения дошкольного воспитания (детские сады) 7 зданий, 3 из них не работают;
- Два лицея;
- профессионально-энергетический лицей;
- больница;
- стадион;
- спортивный комплекс;
- роддом (15.05.2021 закрыт)
- дворец культуры.

## Средства массовой информации
- Газета «Енергетик»[1]

## Спорт
В Слобожанском базируется футбольный клуб «Энергетик-Центрэнерго» или, как местные просто называют, «Энергетик». Клуб находится на балансе у Змиёвской ТЭС и выступает на стадионе «Энергетик» в Слобожанском. Главным достижением в истории команды является чемпионский сезон 1997 года в Высшей лиге Чемпионата Харьковской области по футболу. Кроме этого, клуб в 2008 году завоевал бронзу, а в 2009 году — серебро Чемпионата Харьковской области по футболу в Высшей лиге. Также «Энергетик» из Слобожанского дважды выигрывал Кубок Харьковской области по футболу в сезонах 1997 и 2001 годов. Сейчас клуб выступает в Первой лиге Чемпионата Харьковской области по футболу, где в сезоне 2016 года занял 4 место в группе А.

## Достопримечательности
- Братская могила советских воинов

Змиевская ТЭС.